# European Football League 2014
La European Football League 2014 è stata la prima edizione dell'omonimo torneo di football americano non organizzata dalla EFAF. Essendo passata la proprietà del termine "Eurobowl" in capo alla BIG6, la sua finale è stata denominata EFL Bowl I.
Ha avuto inizio il 19 aprile e si è conclusa il 19 luglio con la finale di Kiel vinta per 40-0 dai tedeschi Kiel Baltic Hurricanes sugli spagnoli Badalona Dracs.

## Squadre partecipanti
| Club                    | Città               | Stadio                     | Sponsor ufficiale | Risultato nella stagione 2013 |
| ----------------------- | ------------------- | -------------------------- | ----------------- | ----------------------------- |
| Alphen Eagles           | Alphen aan den Rijn | Sportpark Zegersloot Zuid  |                   | Campioni dei Paesi Bassi      |
| Badalona Dracs          | Badalona            | Camp Municipal de Badalona |                   | Vicecampioni di Spagna        |
| Cologne Falcons         | Colonia             | Sportpark Müngersdorf      |                   |                               |
| Düsseldorf Panther      | Düsseldorf          | Stadion des VfL Benrath    |                   |                               |
| Gladiators Beider Basel | Basilea             | Stadion Rankhof            |                   | Vicecampioni di Svizzera      |
| Kiel Baltic Hurricanes  | Kiel                | Kilia-Stadion              |                   | Semifinalisti GFL             |

## Stagione regolare

### Calendario

#### 1ª giornata
| Badalona 19 aprile 2014, ore 16:00 | Badalona Dracs | 21 – 7 (7-7 7-0 0-0 7-0) | Alphen Eagles | Camp Municipal de Badalona |

#### 2ª giornata
| Kiel 3 maggio 2014, ore 16:00 | Kiel Baltic Hurricanes | 40 – 27 (20-0 20-19 8-8 0-0) referto | Cologne Falcons | Kiliaplatz (803 spett.) |

| Basilea 3 maggio 2014, ore 17:00 | Gladiators Beider Basel | 24 – 21 (7-7 7-14 0-0 10-0) | Badalona Dracs | Stadion Rankhof (1.932 spett.) |

#### 3ª giornata
| Alphen aan den Rijn 17 maggio 2014, ore 19:00 | Alphen Eagles | 34 – 12 (7-0 7-5 13-0 7-0) | Gladiators Beider Basel | Sportpark Zegersloot Zuid |

#### 4ª giornata
| Colonia 15 giugno 2014, ore 15:00 | Cologne Falcons | 43 – 36 (9-0 13-28 14-0 7-8) referto | Düsseldorf Panther | Sportpark Müngersdorf (803 spett.) |

#### 5ª giornata
| Düsseldorf 29 giugno 2014, ore 15:00 | Düsseldorf Panther | 6 – 59 (0-13 6-26 0-13 0-7) referto | Kiel Baltic Hurricanes | Stadion das VfL Benrath (756 spett.) |

### Classifica
La classifica della regular season è la seguente:
- PCT = percentuale di vittorie, G = partite giocate, V = partite vinte, P = partite perse, PF = punti fatti, PS = punti subiti
- La qualificazione all'Eurobowl è indicata in verde

#### Girone 1
| Pos. | Squadra                 | PCT   | G | V | P | PF | PS |
| ---- | ----------------------- | ----- | - | - | - | -- | -- |
| 1    | Badalona Dracs          | 0.500 | 2 | 1 | 1 | 42 | 31 |
| 2    | Alphen Eagles           | 0.500 | 2 | 1 | 1 | 41 | 33 |
| 3    | Gladiators Beider Basel | 0.500 | 2 | 1 | 1 | 36 | 55 |

#### Girone 2
| Pos. | Squadra                | PCT   | G | V | P | PF | PS  |
| ---- | ---------------------- | ----- | - | - | - | -- | --- |
| 1    | Kiel Baltic Hurricanes | 1.000 | 2 | 2 | 0 | 99 | 33  |
| 2    | Cologne Falcons        | 0.500 | 2 | 1 | 1 | 70 | 76  |
| 3    | Düsseldorf Panther     | 0.000 | 2 | 0 | 2 | 42 | 102 |

## EFL Bowl I
| Kiel 19 luglio 2014, ore 17:00 | Kiel Baltic Hurricanes | 40 – 0 (19-0 14-0 7-0 0-0) referto | Badalona Dracs | Kilia-Stadion |

## Verdetti
- Kiel Baltic Hurricanes Vincitori dell'EFL Bowl I